# Эверетт, Руперт
Ру́перт Джеймс Гектор Э́веретт (англ. Rupert Everett; род. 29 мая 1959) — британский актёр и писатель. Двукратный номинант на премию «Золотой глобус».

## Ранние годы
Руперт Джеймс Гектор Эверетт родился в Бернем Дипдейле, Норфолк, в семье майора Энтони Майкла и Сары Эверетт (урождённой Маклин). Его отец служил в британской армии во время Второй мировой войны, а позже работал в бизнесе. У него есть старший брат Саймон Энтони Каннингем Эверетт. Его дед по материнской линии, вице-адмирал сэр Гектор Чарльз Дональд Маклин, был племянником шотландского кавалера Креста Виктории Гектора Лахлана Стюарта Маклина. Его бабушка по материнской линии, Опре Вивиан, была потомком баронетов Вивиан из Треловаррена и немецкого фрайхерра (барона) фон Шмидерна. Эверетт имеет британское, ирландское, шотландское, немецкое и голландское происхождение. Он был воспитан в католической вере.
С семи лет Эверетт учился в школе Фарли в Андовере, графство Хэмпшир, а затем у монахов-бенедиктинцев в колледже Амплфорт, Йоркшир. Когда ему было шестнадцать, родители разрешили ему бросить школу и переехать в Лондон, чтобы учиться на актёра в Королевской центральной школе речи и драмы. Он утверждает, что для того, чтобы прокормить себя в течение этого времени, он работал проституткой за наркотики и деньги — он раскрыл эту информацию в интервью журналу US в 1997 году.

## Карьера
Прорыв Эверетта произошёл в 1981 году в Гринвичском театре, а затем в постановке Вест-Энда «Другая страна», где он сыграл школьника-гея. Его первой работой в кино стала роль в короткометражном фильме «Шокирующий несчастный случай», удостоенный премии Оскар, снятый режиссёром Джеймсом Скоттом и основанный на рассказе Грэма Грина. За этим последовала киноверсия «Другой страны» в 1984 году с Кэри Элвисом и Колином Фертом. После «Танца с незнакомцем» (1985) Эверетт начал развивать многообещающую карьеру в кино. Примерно в то же время Эверетт записал и выпустил альбом поп-песен под названием Generation of Loneliness.
Несмотря на то, что его менеджером был Саймон Нейпир-Белл (который работал с Wham!), публика не восприняла его смену направления.

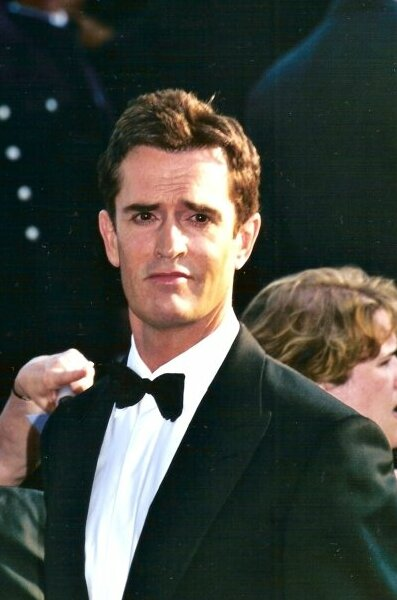
Эверетт в 2004 году

В 1989 году Эверетт переехал в Париж, написал роман «Привет, дорогая, ты работаешь?» и официально объявил себя геем, что, по его словам, вполне могло повредить его карьере. Вернувшись на экран в фильме «Утешение незнакомцев» (1990), последовало несколько фильмов с переменным успехом. Персонаж итальянских комиксов Дилан Дог, созданный Тициано Склави в 1986 году, графически вдохновлен Эвереттом. В 1995 году Эверетт опубликовал свой второй роман «Парикмахеры Сен-Тропе».
Его карьера пошла в гору после роли в фильме «Свадьба лучшего друга» (1997), в котором он сыграл друга-гея персонажа Джулии Робертс, за которым последовала роль лучшего друга персонажа Мадонны в фильме «Лучший друг» (2000). Примерно в то же время он снялся в роли садиста Сэнфорда Сколекса в диснеевском фильме «Инспектор Гаджет» с Мэтью Бродериком.
Эверетт решил снова писать. Он был редактором Vanity Fair, The Guardian и написал сценарий фильма о последних годах жизни драматурга Оскара Уайльда, для которого искал финансирование.
В 2006 году Эверетт опубликовал мемуары «Красные ковры и другие банановые шкурки», в которых рассказывает о своем шестилетнем романе с британской телеведущей Полой Йейтс . Хотя его иногда называют бисексуалом, во время радиошоу с Джонатаном Россом он описал свои гетеросексуальные отношения как эксперимент.
В 2007 году он также озвучил Прекрасного принца во второй и третьей части «Шрека».
Затем Эверетт сыграл в нескольких театральных постановках: его бродвейский дебют в 2009 году в театре Шуберта получил положительные отзывы критиков. Летом 2010 года Эверетт выступил в роли профессора Генри Хиггинса в возрождении «Пигмалиона» в Чичестерском фестивальном театре. Он повторил эту роль в мае 2011 года в театре Гаррика в лондонском Вест-Энде, снявшись вместе с Дианой Ригг и Карой Тойнтон. В июле 2010 года Эверетт был показан в популярной программе «Родословная семьи» Вышедший в конце 2010 года комедийный фильм «Дикая штучка» показал Эверетта в роли любящего искусство гангстера, а также Билла Найи и Эмили Блант в главных ролях.

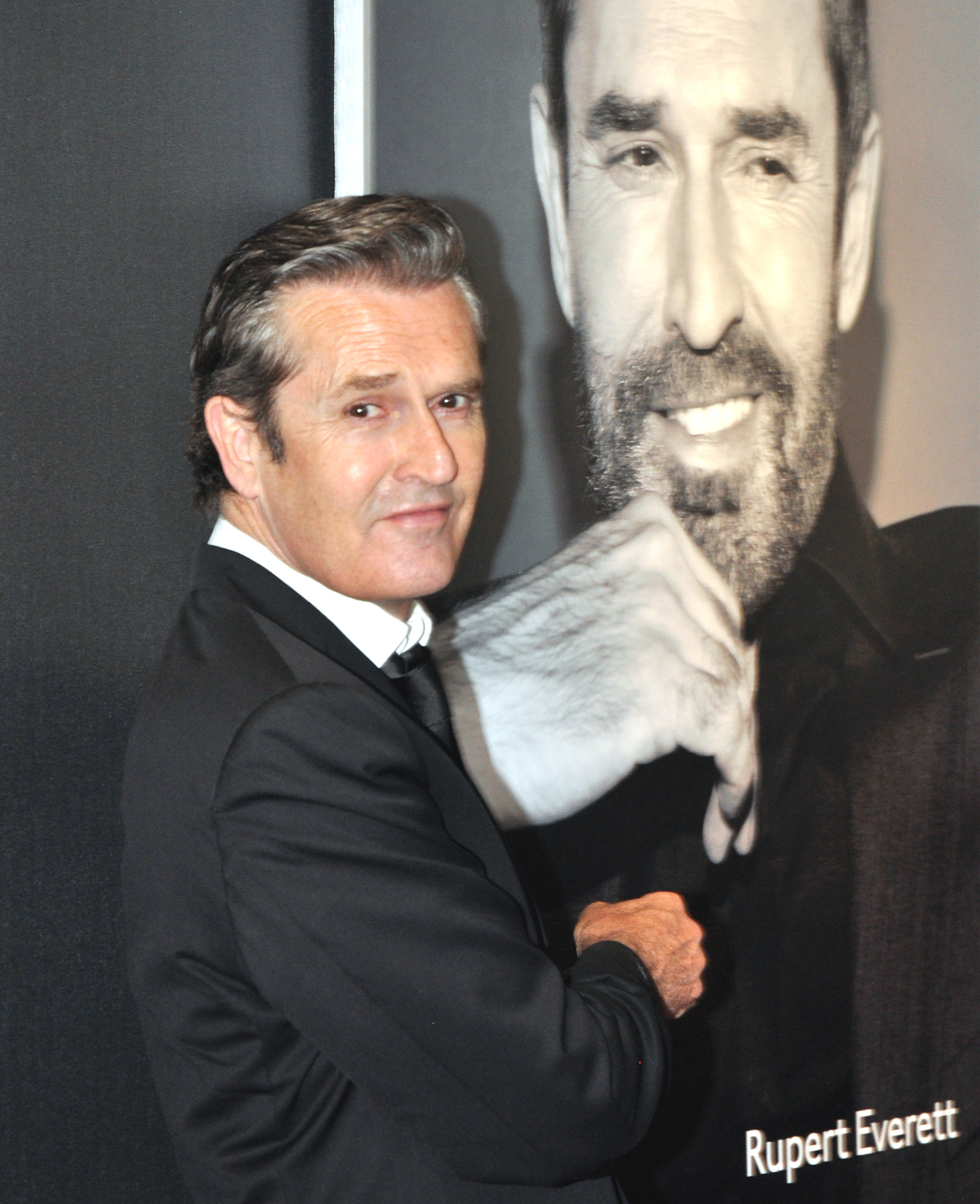
Эверетт в 2015 году

В 2012 году Эверетт снялся в телевизионной адаптации «Конец парада» с Бенедиктом Камбербэтчем. Драма из пяти частей была адаптирована сэром Томом Стоппардом по романам Форда Мэдокса Форда, и Эверетт появляется как брат главного героя Кристофера Титженса. Затем Эверетт снялся в роли Оскара Уайльда в "Поцелуе Иуды", театральной постановке, которая была возрождена в лондонском театре Хэмпстед с 6 сентября 2012 года, в главной роли Фредди Фокс в роли Бози, режиссёр Нил Армфилд. Он проходил в Хэмпстеде до 13 октября 2012 года, гастролировал по Великобритании и Дублину, затем 9 января 2013 года был переведен в Вест-Энд в театре герцога Йоркского ограниченным тиражом до 6 апреля 2013.
Эверетт получил премию WhatsOnStage за лучшую мужскую роль в пьесе и был номинирован на премию Оливье за лучшую мужскую роль. В 2016 году постановка, по-прежнему с Эвереттом в главной роли и Чарли Роу в роли Бози, проходила в Северной Америке в течение семи недель в Торонто и пяти недель в BAM в Нью-Йорке.
Последующий фильм «Счастливый принц», написанный и снятый режиссёром Эвереттом, был выпущен в 2018 году.
В 2015 году было объявлено, что он сыграет роль Филиппа Ахилла, маркиза де Ферона, коррумпированного губернатора Парижа, главы Красной гвардии и незаконнорожденного брата Людовика XIII в третьей серии драмы BBC One «Мушкетёры».
В 2017 году Эверетт появился в качестве повторяющегося персонажа в комедии BBC 2 «Шарлатаны». Он играет доктора Хендрикса, невротичного директора медицинской школы.

## Личная жизнь
Является открытым геем. С 2020 года Эверетт живёт со своим бойфрендом Энрике, бухгалтером из Бразилии.

## Фильмография

### Кино
| Год  | Название на русском                            | Оригинальное название                                          | Роль                                                  | Примечания             |
| ---- | ---------------------------------------------- | -------------------------------------------------------------- | ----------------------------------------------------- | ---------------------- |
| 1982 | Шокирующая случайность                         | A Shocking Accident                                            | Джером / мистер Уэтерсби                              | короткометражный фильм |
| 1983 | Вовремя умерший                                | Dead on Time                                                   | клиент банка / слепой                                 | короткометражный фильм |
| 1983 | —                                              | The Bloody Chamber                                             | н/д                                                   | короткометражный фильм |
| 1984 | Другая страна                                  | Another Country                                                | Гай Беннетт                                           |                        |
| 1984 | —                                              | Real Life                                                      | Тим                                                   |                        |
| 1985 | Танец с незнакомцем                            | Dance with a Stranger                                          | Дэвид Блейкли                                         |                        |
| 1986 | Дуэт для солиста                               | Duet For One                                                   | Константин Кассанис                                   |                        |
| 1987 | Правша                                         | The Right Hand Man                                             | лорд Гарри Айронминстер                               |                        |
| 1987 | Хроника объявленной смерти                     | Cronaca di una morte annunciata                                | Байардо Сан Роман                                     |                        |
| 1987 | Очки в золотой оправе                          | Gli occhiali d’oro                                             | Дэвид Латтес                                          |                        |
| 1987 | Огненные сердца                                | Hearts of Fire                                                 | Джеймс Кольт                                          |                        |
| 1989 | Терпимость                                     | Tolérance                                                      | Ассуэрус                                              |                        |
| 1990 | Утешение незнакомцев                           | The Comfort of Strangers                                       | Колин                                                 |                        |
| 1992 | Записки Манки Зеттерленда                      | Inside Monkey Zetterland                                       | Саша                                                  |                        |
| 1994 | Влюблённый гробовщик                           | Dellamorte Dellamore                                           | Франческо Делламорте                                  |                        |
| 1994 | Стреляющие ангелы                              | Стреляющие ангелы                                              | н/д                                                   |                        |
| 1994 | Воспоминание о мимолётном                      | Remembrance of Things Fast                                     | н/д                                                   |                        |
| 1994 | Высокая мода                                   | Prêt-à-Porter                                                  | Джек Ловентал                                         |                        |
| 1994 | Безумие короля Георга                          | The Madness of King George                                     | принц Уэльский Георг                                  |                        |
| 1996 | Появляется Данстон                             | Dunston Checks In                                              | лорд Ратледж                                          |                        |
| 1997 | Свадьба лучшего друга                          | My Best Friend’s Wedding                                       | Джордж Даунс                                          |                        |
| 1998 | Би Манки                                       | B. Monkey                                                      | Пол Невилл                                            |                        |
| 1998 | Влюблённый Шекспир                             | Shakespeare in Love                                            | Кристофер Марлоу                                      | не указан в титрах     |
| 1999 | Идеальный муж                                  | An Ideal Husband                                               | лорд Горинг                                           |                        |
| 1999 | Сон в летнюю ночь                              | A Midsummer Night’s Dream                                      | Оберон                                                |                        |
| 1999 | Инспектор Гаджет                               | Inspector Gadget                                               | Сэнфорд Сколекс / доктор Кло                          |                        |
| 2000 | Лучший друг                                    | The Next Best Thing                                            | Роберт Уиттакер                                       |                        |
| 2001 | Южный Кенсингтон                               | South Kensington                                               | Ник                                                   |                        |
| 2002 | Как важно быть серьёзным                       | The Importance of Being Earnest                                | Алджернон Монкриф                                     |                        |
| 2002 | Кто убил Виктора Фокса?                        | Unconditional Love                                             | Дерк Симпсон                                          |                        |
| 2002 | Дикая семейка Торнберри                        | The Wild Thornberrys Movie                                     | Слоан Блэкберн                                        | мультфильм; озвучка    |
| 2003 | Убить короля                                   | To Kill a King                                                 | король Карл I                                         |                        |
| 2004 | Шрек 2                                         | Shrek 2                                                        | принц Чаминг                                          | мультфильм; озвучка    |
| 2004 | Красота по-английски                           | Stage Beauty                                                   | Карл II                                               |                        |
| 2004 | Пипл                                           | People                                                         | Шарль де Полиньяк                                     |                        |
| 2004 | Двойной агент                                  | Different Loyalty                                              | Лео Коффилд                                           |                        |
| 2005 | Разная ложь                                    | Separate Lies                                                  | Билл Буле                                             |                        |
| 2005 | Хроники Нарнии: Лев, колдунья и волшебный шкаф | The Chronicles of Narnia: The Lion, the Witch and the Wardrobe | Лис                                                   | озвучка                |
| 2007 | Шрек Третий                                    | Shrek the Third                                                | принц Чаминг                                          | мультфильм; озвучка    |
| 2007 | Звёздная пыль                                  | Stardust                                                       | Секундус                                              |                        |
| 2007 | Одноклассницы                                  | St. Trinian’s                                                  | Камилла Фриттон / Карнаби Фриттон                     |                        |
| 2009 | Одноклассницы и тайна пиратского золота        | St. Trinian’s 2: The Legend of Fritton’s Gold                  | Камилла Фриттон / Арчибальд Фриттон / Фортнам Фриттон |                        |
| 2010 | Дикая штучка                                   | Wild Target                                                    | Фергюсон                                              |                        |
| 2011 | Без истерики!                                  | Hysteria                                                       | лорд Эдмунд                                           |                        |
| 2013 | Джастин и рыцари доблести                      | Justin y la espada del valor                                   | Сота                                                  | мультфильм; озвучка    |
| 2013 | —                                              | The Return                                                     | журналист                                             | короткометражный фильм |
| 2014 | Розенн                                         | Rosenn                                                         | Льюис Лафоли                                          |                        |
| 2015 | Лондонские каникулы                            | A Royal Night Out                                              | король Георг VI                                       |                        |
| 2016 | Альтамира                                      | Finding Altamira                                               | монсеньор                                             |                        |
| 2016 | Дом странных детей мисс Перегрин               | Miss Peregrine’s Home for Peculiar Children                    | орнитолог                                             |                        |
| 2018 | Счастливый принц                               | The Happy Prince                                               | Оскар Уайльд                                          |                        |
| 2019 | Королева-воин Джханси                          | The Warrior Queen of Jhansi                                    | сэр Хью Роуз                                          |                        |
| 2019 | —                                              | Muse                                                           | сэр Хью Роуз                                          |                        |
| 2021 | Она будет                                      | She Will                                                       | Тирадор                                               |                        |
| 2021 | Предупреждение                                 | Warning                                                        | Чарли                                                 |                        |
| 2022 | Королева змей                                  | The serpent queen                                              | Charles v                                             |                        |

### Телевидение
| Год  | Название на русском                  | Оригинальное название                             | Роль                        | Примечания                                          |
| ---- | ------------------------------------ | ------------------------------------------------- | --------------------------- | --------------------------------------------------- |
| 1982 | Путники                              | Strangers                                         | лорд Плурал                 | эпизод: The Lost Chord                              |
| 1982 | Пьеса дня                            | Play for Today                                    | парень на вечеринке         | эпизод: Soft Targets                                |
| 1982 | Час Агаты Кристи                     | The Agatha Christie Hour                          | парень                      | мини-сериал; эпизод: The Manhood of Edward Robinson |
| 1983 | Король Артур                         | Arthur the King                                   | Ланселот                    | телефильм                                           |
| 1983 | Принцесса Дэйзи                      | Princess Daisy                                    | Рэм Валенски                | телефильм                                           |
| 1984 | Далёкие шатры                        | The Far Pavilions                                 | Джордж Гарфорт              | мини-сериал; 2 эпизода                              |
| 1993 | —                                    | Mama’s Back                                       | Стивен                      | телефильм                                           |
| 2003 | Опасные связи                        | Les liaisons dangereuses                          | виконт Себастьян де Вальмон | мини-сериал; основная роль                          |
| 2003 | Господин Посол                       | Mr. Ambassador                                    | посол Ронни Чайлдерс        | телефильм                                           |
| 2004 | Шерлок Холмс и дело о шёлковом чулке | Sherlock Holmes and the Case of the Silk Stocking | Шерлок Холмс                | телефильм                                           |
| 2005 | Юристы Бостона                       | Boston Legal                                      | Малкольм Холмс              | телесериал; 2 эпизода                               |
| 2006 | Тихий Дон                            | Тихий Дон                                         | Григорий Мелехов            | мини-сериал; основная роль                          |
| 2011 | Чёрное зеркало                       | Black Mirror                                      | судья Хоуп                  | эпизод: Fifteen Million Merits                      |
| 2012 | Конец парада                         | Parade’s End                                      | Марк Тидженс                | мини-сериал; основная роль                          |
| 2012 | —                                    | The Other Wife                                    | Мартин Кендалл              | мини-сериал; основная роль                          |
| 2012 | Розамунд Пилчер                      | Rosamunde Pilcher                                 | Мартин Кендалл              | телесериал; 2 эпизода                               |
| 2016 | Мушкетёры                            | The Musketeers                                    | маркиз де Ферон             | телесериал; роль второго плана                      |
| 2017 | Шарлатаны                            | Quacks                                            | доктор Хендрик              | телесериал; 3 эпизода                               |
| 2019 | Имя розы                             | The Name of the Rose                              | Бернар Ги                   | мини-сериал; основная роль                          |
| 2020 | Только для взрослых                  | Adult Material                                    | Кэрролл Куинн               | мини-сериал; основная роль                          |
| 2023 | Все любят бриллианты                 | Everybody Loves Diamonds                          | адвокат Джон Лавгроув       | телесериал; роль второго плана                      |